# Ousse-Suzan
Ousse-Suzan est une commune de l’extrême Sud-Ouest de la France, située au centre du département des Landes (région Nouvelle-Aquitaine).  

## Géographie

### Localisation
Commune située dans la Grande-Lande, dans la forêt des Landes, sur le Bez en plein centre des Landes de Gascogne.
Accès par l'autoroute A63 sortie 14 (Onesse-et-Laharie) à 20 kilomètres.
Mont de Marsan 30 kilomètres.                         Dax 40 kilomètres.
2 x 2 voies Mont de Marsan - Saint-geours-de-maremne (sortie Tartas à 15 kilomètres)

### Communes limitrophes
Les communes limitrophes sont  Beylongue, Saint-Martin-d'Oney, Saint-Yaguen, Villenave et Ygos-Saint-Saturnin.
|           | Ygos-Saint-Saturnin |                     |
| Villenave | Ousse-Suzan         | Saint-Martin-d'Oney |
| Beylongue | Saint-Yaguen        |                     |

### Climat
Pour des articles plus généraux, voir Climat de la Nouvelle-Aquitaine et Climat des Landes.
Historiquement, la commune est exposée à un climat océanique aquitain.  
En 2020, Météo-France publie une typologie des climats de la France métropolitaine dans laquelle la commune est exposée à un climat océanique et est dans la région climatique  Aquitaine, Gascogne, caractérisée par une pluviométrie abondante au printemps, modérée en automne, un faible ensoleillement au printemps, un été chaud (19,5 °C), des vents faibles, des brouillards fréquents en automne et en hiver et des orages fréquents en été (15 à 20 jours).
Pour la période 1971-2000, la température annuelle moyenne est de 13,2 °C, avec une amplitude thermique annuelle de 14,5 °C. Le cumul annuel moyen de précipitations est de 1 121 mm, avec 12,6 jours de précipitations en janvier et 7,6 jours en juillet. Pour la période 1991-2020, la température moyenne annuelle observée sur la station météorologique la plus proche, située sur la commune de Rion-des-Landes à 13 km à vol d'oiseau, est de 13,7 °C et le cumul annuel moyen de précipitations est de 1 182,9 mm,. Pour l'avenir, les paramètres climatiques de la commune estimés pour 2050 selon différents scénarios d’émission de gaz à effet de serre sont consultables sur un site dédié publié par Météo-France en novembre 2022.

## Urbanisme

### Typologie
Au 1er janvier 2024, Ousse-Suzan est catégorisée commune rurale à habitat dispersé, selon la nouvelle grille communale de densité à sept niveaux définie par l'Insee en 2022.
Elle est située hors unité urbaine. Par ailleurs la commune fait partie de l'aire d'attraction de Mont-de-Marsan, dont elle est une commune de la couronne,. Cette aire, qui regroupe 101 communes, est catégorisée dans les aires de 50 000 à moins de 200 000 habitants,.

### Occupation des sols

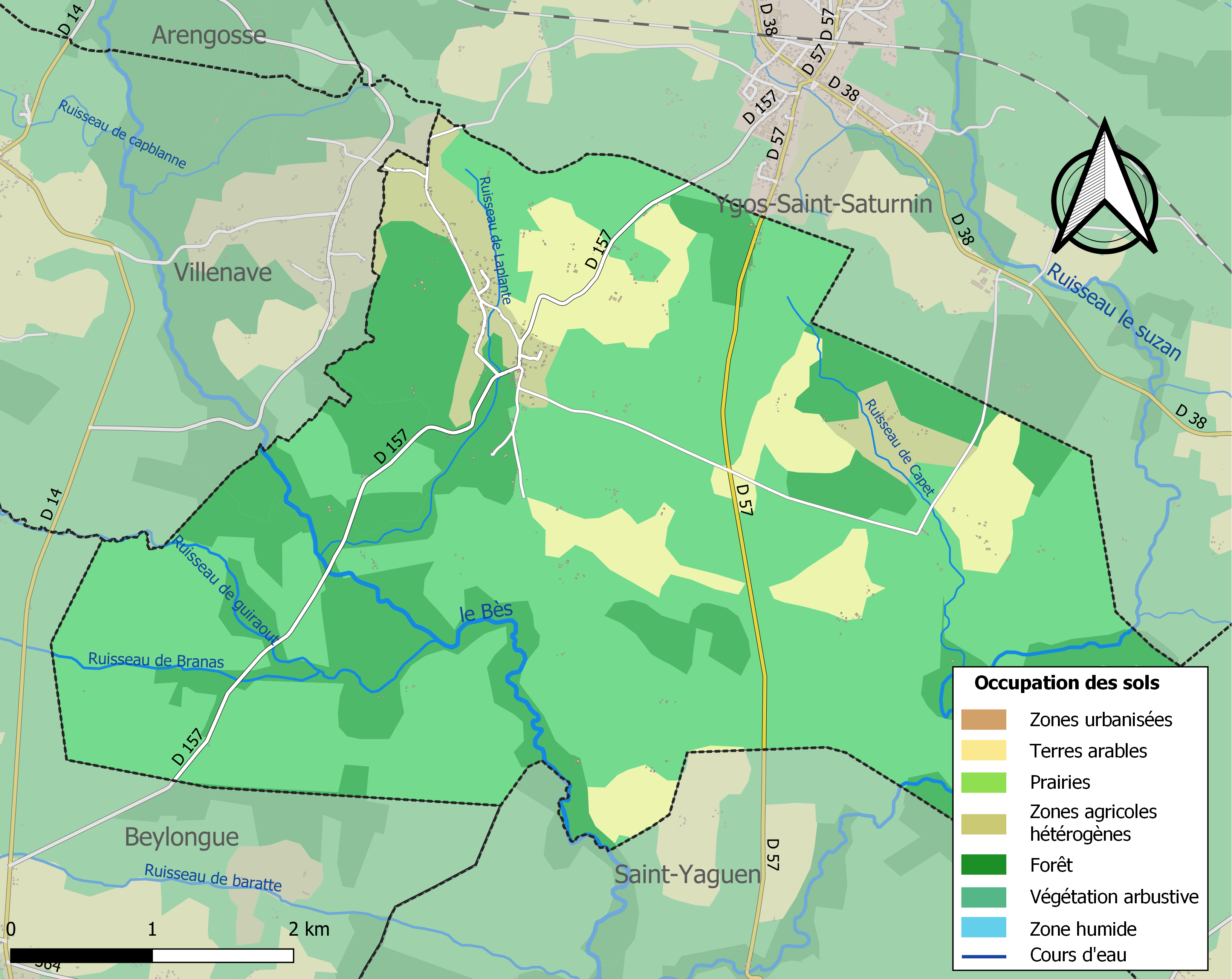
Carte des infrastructures et de l'occupation des sols de la commune en 2018 (CLC).

L'occupation des sols de la commune, telle qu'elle ressort de la base de données européenne d’occupation biophysique des sols Corine Land Cover (CLC), est marquée par l'importance des forêts et milieux semi-naturels (84,3 % en 2018), en diminution par rapport à 1990 (85,8 %). La répartition détaillée en 2018 est la suivante : milieux à végétation arbustive et/ou herbacée (57,7 %), forêts (26,6 %), terres arables (11 %), zones agricoles hétérogènes (4,7 %). L'évolution de l’occupation des sols de la commune et de ses infrastructures peut être observée sur les différentes représentations cartographiques du territoire : la carte de Cassini (XVIIIe siècle), la carte d'état-major (1820-1866) et les cartes ou photos aériennes de l'IGN pour la période actuelle (1950 à aujourd'hui).

### Risques majeurs
Le territoire de la commune d'Ousse-Suzan est vulnérable à différents aléas naturels : météorologiques (tempête, orage, neige, grand froid, canicule ou sécheresse), feux de forêts, mouvements de terrains et séisme (sismicité très faible). Un site publié par le BRGM permet d'évaluer simplement et rapidement les risques d'un bien localisé soit par son adresse soit par le numéro de sa parcelle.
Ousse-Suzan est exposée au risque de feu de forêt. Depuis le 20 avril 2016, les départements de la Gironde, des Landes et de Lot-et-Garonne disposent d’un règlement interdépartemental de protection de la forêt contre les incendies. Ce règlement vise à mieux prévenir les incendies de forêt, à faciliter les interventions des services et à limiter les conséquences, que ce soit par le débroussaillement, la limitation de l’apport du feu ou la réglementation des activités en forêt. Il définit en particulier cinq niveaux de vigilance croissants auxquels sont associés différentes mesures,.
Les mouvements de terrains susceptibles de se produire sur la commune sont des tassements différentiels.

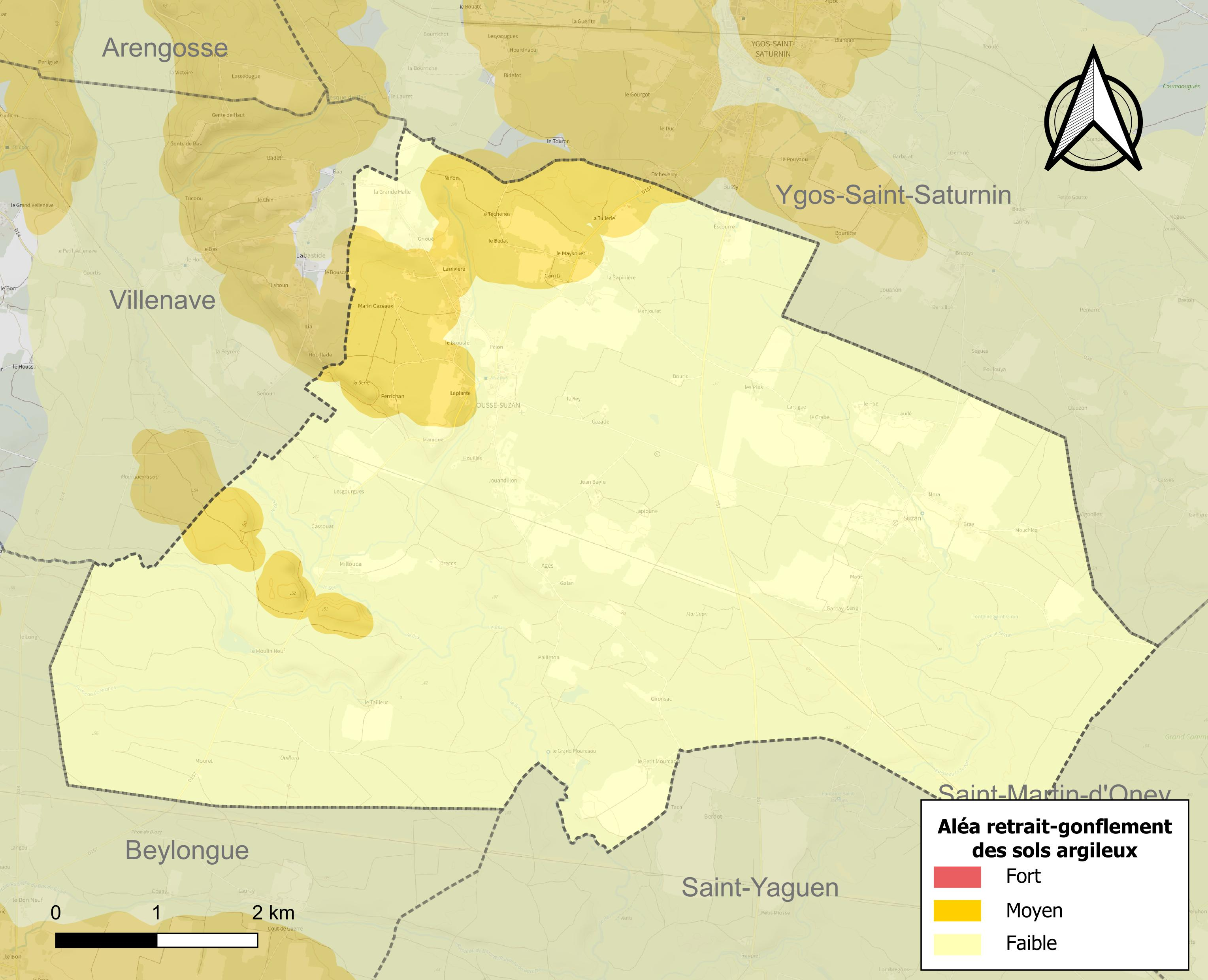
Carte des zones d'aléa retrait-gonflement des sols argileux d'Ousse-Suzan.

Le retrait-gonflement des sols argileux est susceptible d'engendrer des dommages importants aux bâtiments en cas d’alternance de périodes de sécheresse et de pluie. 11,2 % de la superficie communale est en aléa moyen ou fort (19,2 % au niveau départemental et 48,5 % au niveau national). Sur les 158 bâtiments dénombrés sur la commune en 2019,  44 sont en aléa moyen ou fort, soit 28 %, à comparer aux 17 % au niveau départemental et 54 % au niveau national. Une cartographie de l'exposition du territoire national au retrait gonflement des sols argileux est disponible sur le site du BRGM,.
La commune a été reconnue en état de catastrophe naturelle au titre des dommages causés par les inondations et coulées de boue survenues en 1989, 1999, 2004 et 2009 et par des mouvements de terrain en 1999.

## Histoire
La commune de Ousse-Suzan est née en 1846 de la fusion des communes de Ousse et de Suzan.
La foire de la Saint-Michel (assemblada de la Sent Miquèu en gascon), organisée chaque année le 29 septembre dans le quartier de Suzan autour de la chapelle romane dédiée à saint Jean-Baptiste datant du XIIe siècle, est d'origine médiévale.
Ce type de rassemblements à l'occasion de fêtes patronales, nommées localement « assemblade » (du gascon assemblada), était jadis un des rares moyens de rencontre entre les habitants de la Haute-Lande. On y échangeait non seulement des marchandises, mais aussi des informations, de la main-d'œuvre, des renseignements pratiques où la santé occupait une large place. La foire de Suzan était la dernière des foires qui se tenaient chaque année dans les Landes, toujours au moment d'une fête religieuse, après celle du 24 juin, jour de la Saint-Jean-Baptiste, à Bouricos, et celle du 22 juillet, jour de la Saint-Ferréol, pour la « foire aux Sonnailles ». Ces « assemblades » rythmaient la vie des Gascons. Les habitants des environs se déplaçaient en kas ou bros (charrette ou char) et se retrouvaient sur le site de Suzan d'abord pour des questions religieuses (le culte de saint Michel a toujours été très fort en France). Puis on pouvait se baigner dans les fontaines voisines pour y soigner maux de tête ou rhumatismes. Enfin, les assemblades jouaient un rôle social très fort : elles étaient le lieu de transactions économiques (bétail, marchandise), mais également le renouvellement des contrats de métayage, location de domestiques et d'ouvriers (appelée « louée »).

## Politique et administration
| Période                                  | Période  | Identité        | Étiquette | Qualité   |
| ---------------------------------------- | -------- | --------------- | --------- | --------- |
| mars 2001                                | 2011     | Alain Vincent   |           | Retraité  |
| 2011                                     | En cours | Jacky Persillon | DVG       | Chauffeur |
| Les données manquantes sont à compléter. |          |                 |           |           |

## Démographie
| 1793 | 1800 | 1806 | 1821 | 1831 | 1836 | 1841 | 1846 | 1851 |
| ---- | ---- | ---- | ---- | ---- | ---- | ---- | ---- | ---- |
| 496  | 403  | 478  | 541  | 548  | 516  | 524  | 695  | 702  |

| 1856 | 1861 | 1866 | 1872 | 1876 | 1881 | 1886 | 1891 | 1896 |
| ---- | ---- | ---- | ---- | ---- | ---- | ---- | ---- | ---- |
| 724  | 778  | 785  | 760  | 799  | 789  | 751  | 746  | 676  |

| 1901 | 1906 | 1911 | 1921 | 1926 | 1931 | 1936 | 1946 | 1954 |
| ---- | ---- | ---- | ---- | ---- | ---- | ---- | ---- | ---- |
| 640  | 637  | 612  | 520  | 476  | 447  | 421  | 367  | 387  |

| 1962 | 1968 | 1975 | 1982 | 1990 | 1999 | 2004 | 2006 | 2009 |
| ---- | ---- | ---- | ---- | ---- | ---- | ---- | ---- | ---- |
| 335  | 294  | 254  | 271  | 292  | 252  | 234  | 238  | 240  |

| 2014 | 2019 | 2022 | - | - | - | - | - | - |
| ---- | ---- | ---- | - | - | - | - | - | - |
| 267  | 285  | 285  | - | - | - | - | - | - |

## Lieux et monuments

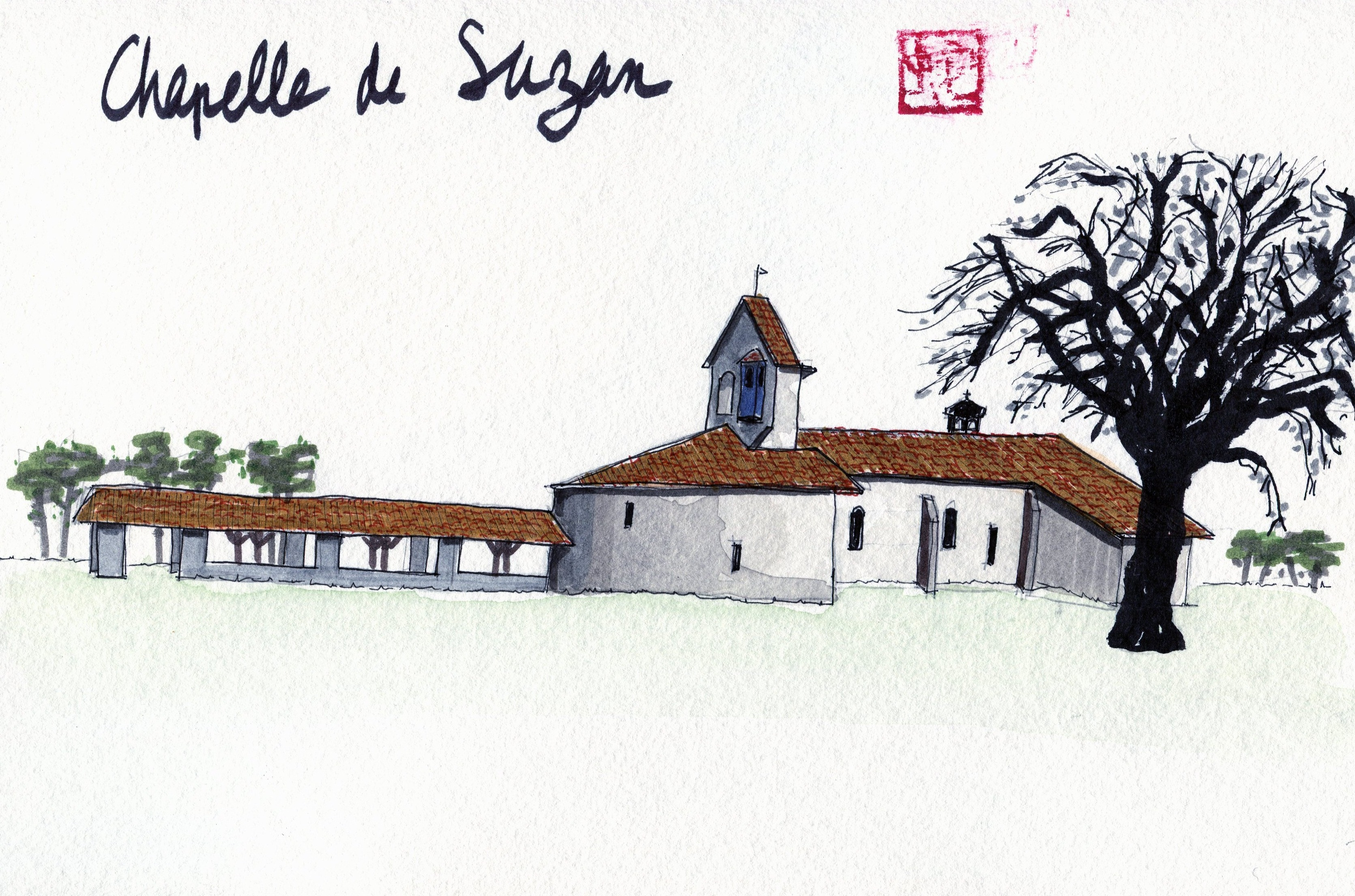
Aquarelle de la chapelle de Suzan à Ousse-Suzan.

- à Ousse : église Saint-Blaise d'Ousse du XVIIIe siècle accolée à une tour du XIIIe siècle ;
- à Suzan : église Saint-Jean-Baptiste de Suzan (XIIe), porche du XVe siècle, peintures murales du XVIe siècle, galerie d'entrée du XVIIIe siècle ;
- Trois fontaines consacrées : Saint-Jean-Baptiste, Sainte-Rose et Saint-Girons.

## Vie pratique

### Culture

#### Événement
Plus de 20 000 visiteurs rencontrent 500 à 600 commerçants et forains chaque année le 29 septembre, jour de la Saint-Michel, autour de la petite église de Suzan et des deux sources, Saint-Jean-Baptiste et Saint-Girons, dans une ambiance de fête et de braderie. Aujourd'hui, on ne loue plus les bras, on n'y vend plus guère de bétail, mais on perpétue le souvenir des « assemblades » de jadis pendant 24 heures sur les 6 ha de l'airial.
La foire de Ousse-Suzan est reconnue  patrimoine culturel immatériel.

## Galerie

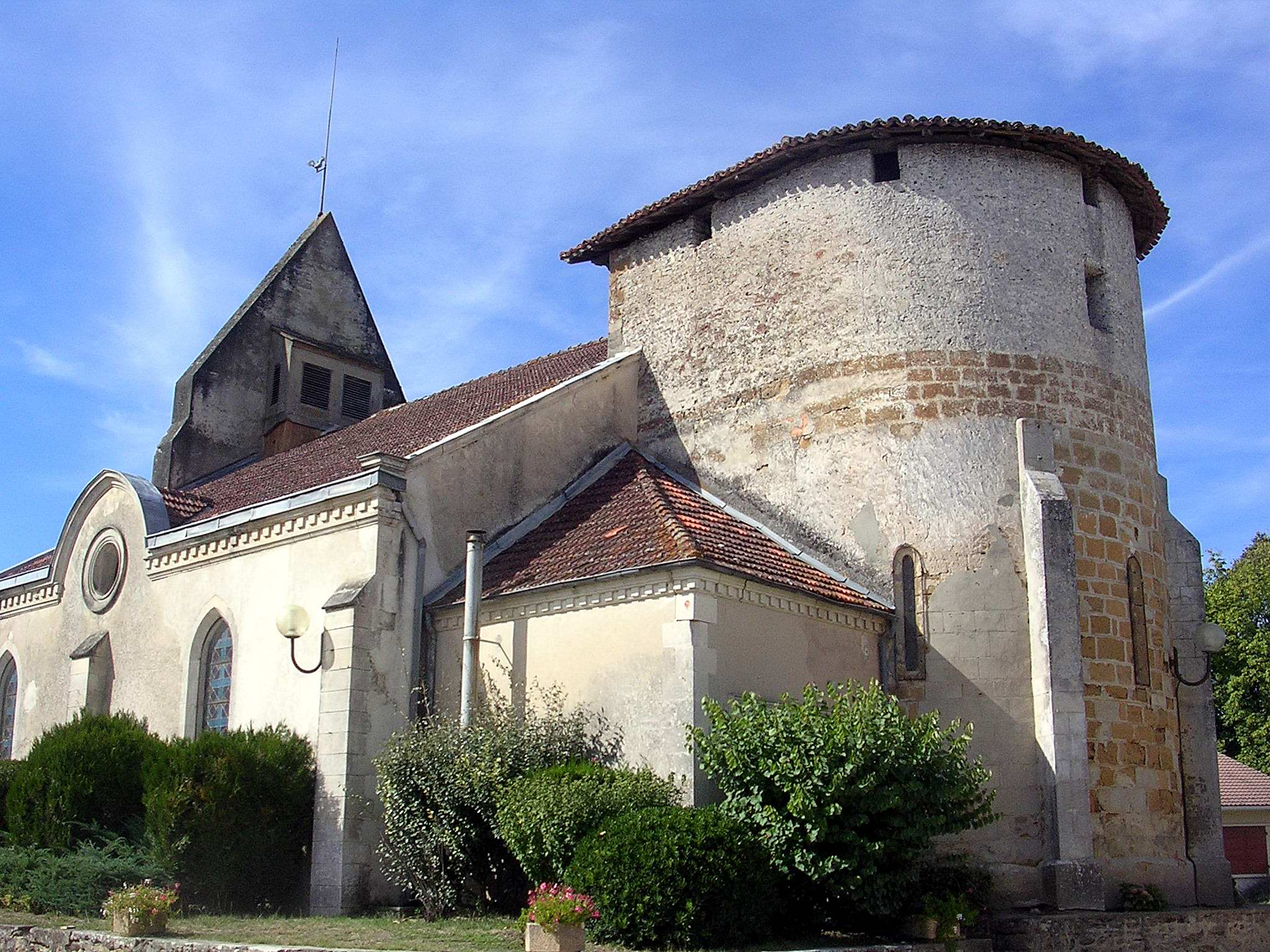
Église Saint-Blaise d'Ousse.
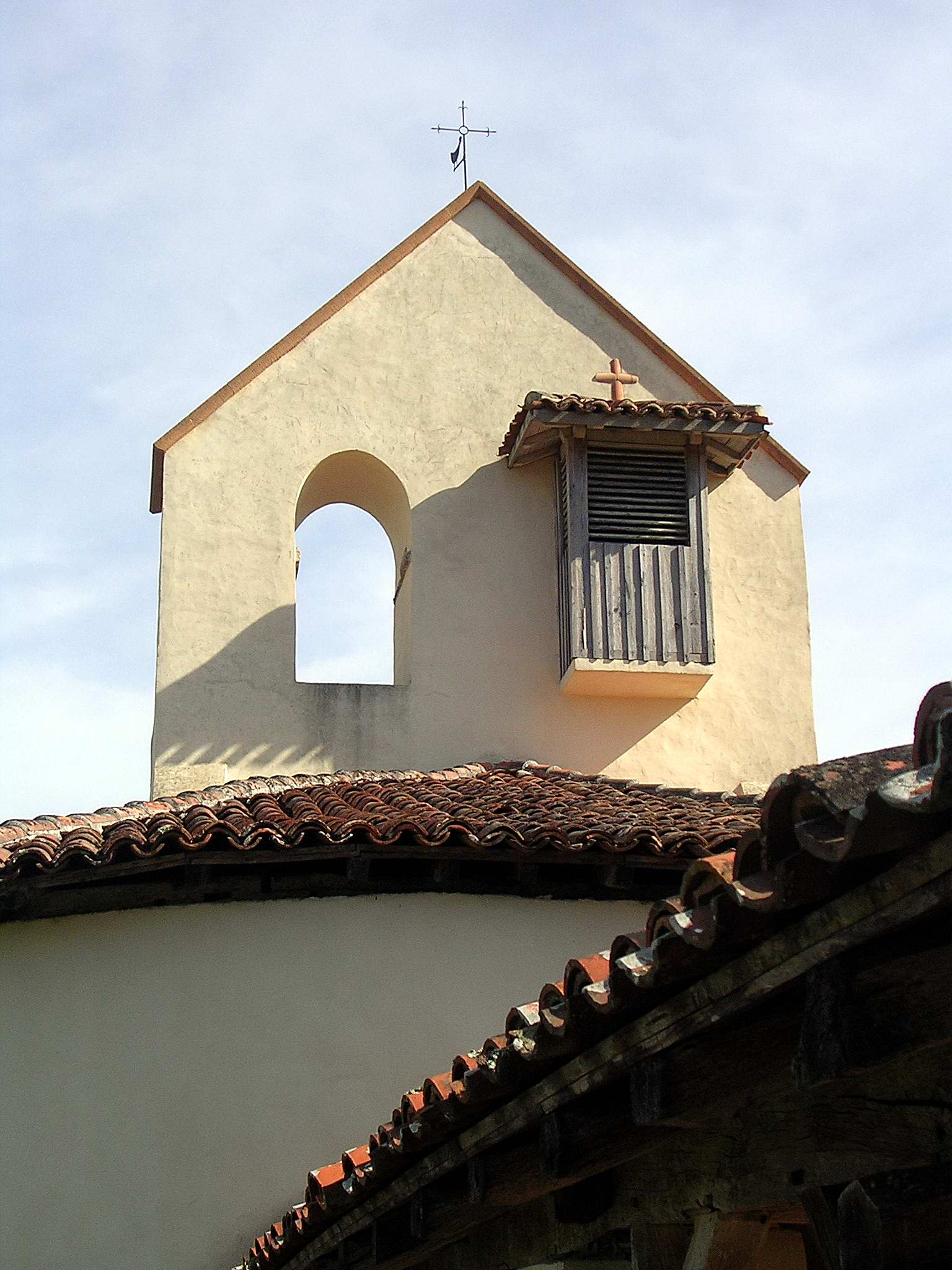
Clocher-mur de l'église Saint-Jean-Baptiste de Suzan.
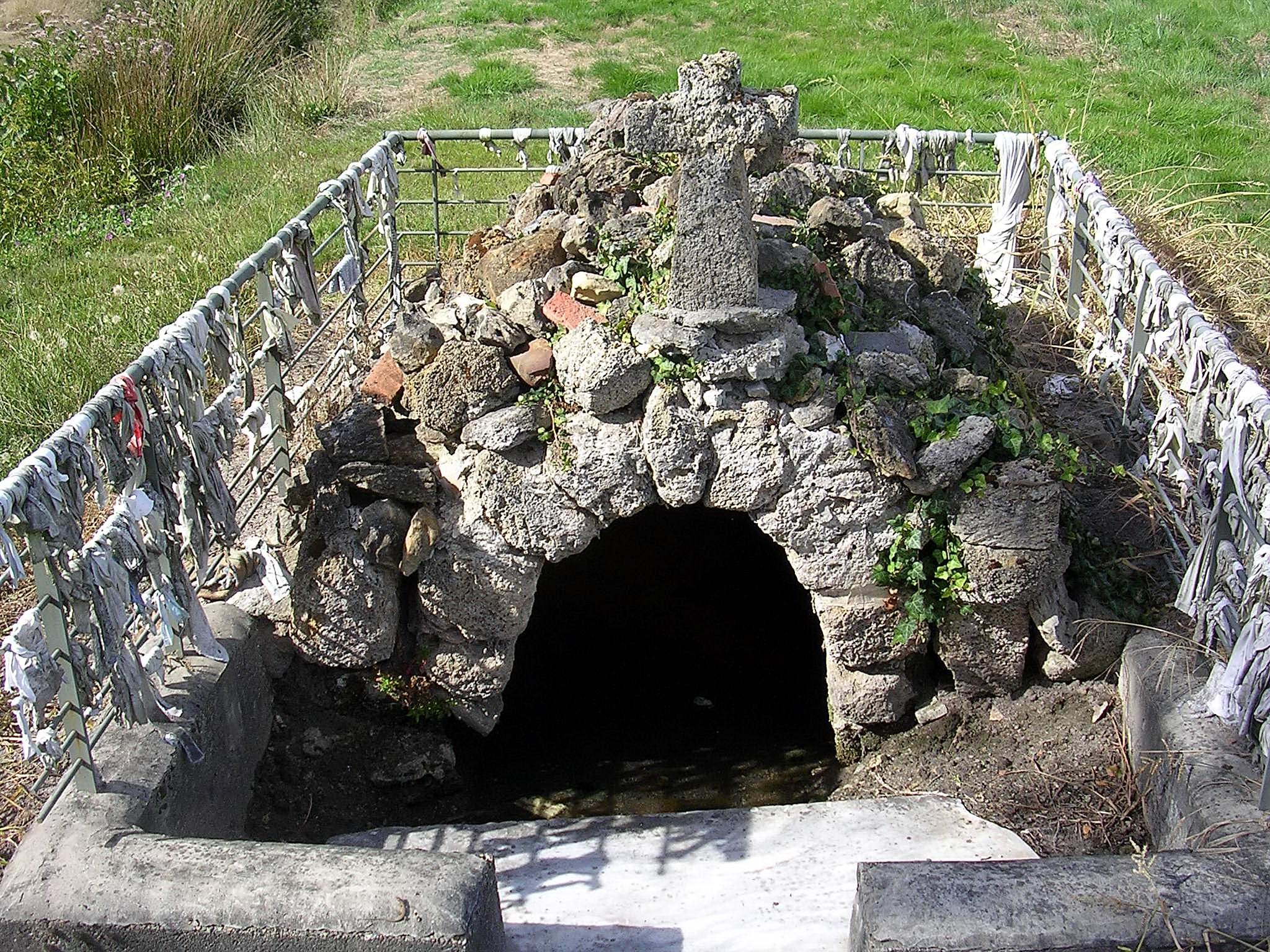
Fontaine Saint-Jean-Baptiste.
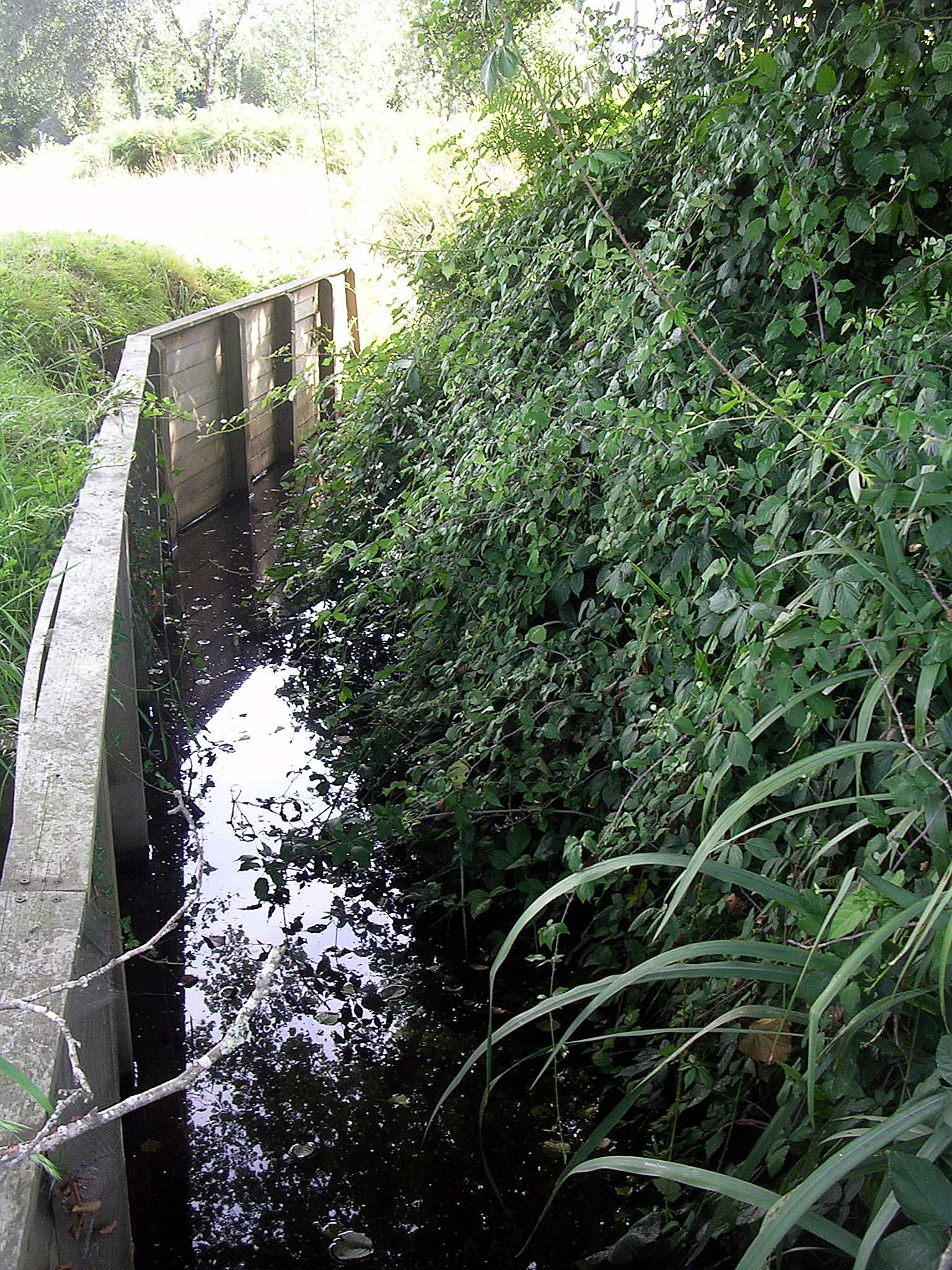
Ruisseau le Capet.